# 女性・ジェンダー平等省 (カナダ)
女性・ジェンダー平等省（じょせい・ジェンダーびょうどうしょう、英語：Women and Gender Equality Canada、仏語：Femmes et Égalité des genres Canada）は、カナダ連邦政府内で、カナダのジェンダー平等、女性の地位向上に関する行政、規制、業務を司る省庁である。本部はケベック州ガティノーにある。2018年12月にカナダ文化遺産省から独立した省となった。
現在の女性・ジェンダー平等・青少年担当大臣はマルシ・イエン（Marci Ien）である。